# Ambrosius Monteyne
Ambrosius Joannes Monteyne (Wilskerke, 27 januari 1789 – Oostende, 3 mei 1864) was een Belgisch politicus.
In 1836 werd hij de vijfde burgemeester van Mariakerke. Hij bleef twaalf jaar in dit mandaat. 

## Mandaten
- Burgemeester van Mariakerke (1836-1848)